# 拉德堡德大学
拉德堡德大学（荷蘭語：Radboud Universiteit Nijmegen），又名奈梅亨大学，创建于1923年，位于荷兰最古老城市奈梅亨。 欧洲顶尖的研究型学术院校。学校以中世纪天主教教主圣拉德堡德命名。学校共计培养2名诺贝尔奖得主和5位荷兰首相。人类历史上首张黑洞照片拍摄由拉德堡德大学物理系科学家发起并组织合作完成。
学校在2023年U.S. News世界大学排名中位居第106位。

## 历史
最早的奈梅亨大学创建于1655年，1680年终止。创建于1923年10月17日的奈梅亨拉德堡德大学最初命名为奈梅亨天主教大学，创校之初拥有27名教师和189名学生。它的设立是建立在罗马天主教迫切需要自己的大学基础之上。当时，罗马天主教徒在荷兰属于弱势群体，也没有在政府高层任职的成员。在选择校址时，起初斯海尔托亨博斯、蒂尔堡、马斯特里赫特、海牙都曾经是备选城市，不过最终选择在奈梅亨创建。接下来的第二次世界大战重创学校，一些在校教授失踪，其中包括Robert Regout和Titus Brandsma，他们被送去德国的达豪集中营。1943年校长Bernardus Hubertus Dominicus Hermesdorf拒绝让学生签署效忠德国纳粹政府的宣言，被勒令于1943年关闭学校。关闭前一天，校长亲自把相关通知张贴在礼堂的通告牌上。1944年2月22日，学校遭到美军误炸，使得大量教学楼被毁。1945年二战结束后，学校恢复重建，学生人数从1960年的3000人增至1980年的15000人。2004年学校更名为现在的名字，以纪念主教乌特勒支的拉德堡德。目前学校拥有7个学院和19900名学生。

## 课程
(碩士科系以斜体字标注)

| - Anthropology and Development Studies - Anthropology of mobility - Development Studies - Artificial Intelligence - Web and Language - Robot Cognition - Computation in neural and artificial systems - Behavioural science (Research master) - Biomedical sciences - Biology - Adaptive Organisms - Communities and Ecosystems - Water and Environment - Business Administration - Business Analysis & Modelling - International Management - Marketing - Organisational Design & Development - Strategic Human Resource Management - Strategy - Chemistry - Cognitive Neuroscience (Research master - Comparative Public Administration (COMPASS - Computing science - Economics - Accounting and Control - Financial Economics - International Economics - International Economics & Business - European law - European Spatial and Environmental Planning - Historical, Literary and Cultural Studies - Historical studies - Literary studies - Art and Visual Culture - History - Roma Aeterna | - Human Geography - Conflicts, territories and identities - Economic Geography - Europe: Borders, Identity and Governance - Globalisation, Migration and Development - Urban and Cultural Geography - Information science - International Business Communication - Language and Communication (Research master) - Linguistics - Dutch Linguistics - French Linguistics - Spanish Linguistics - German Linguistics - English Language and Linguistics - Mathematics - Medical Biology - Cell Dynamics - Clinical Biology - Neurobiology - Molecular life sciences - Molecular mechanisms of disease (Research master) - Natural science - Physical and chemical - Biological and physical - Chemical and biological - Netherlandish Art and Architecture in an international perspective - North American Studies - Literatures and Cultures of North America in an International Perspective - Transnational America: Politics, Culture and Society - Philosophy (Research master) - Physics and Astronomy - Astrophysics - Biophysics - High Energy Physics Molecules and Functional Materials - Political Science - International Relations - Comparative and European Politics - Political Theory: Recognition, Justice and Power - Social and Cultural science (Research master) - Theology |

## 申请和录取

### 入学申请程序
拉德堡德大学的申请是完全可以在线进行的。学生首先需要在荷兰大学申请系统Studielink上进行在线申请，然后会收到一封个人专属的链接进行确认。然后会收到一封个人专属的链接进行确认。接着学生可以按照学校的要求上传文件，这些文件可以是未经公正的，有法律效力的复印件尽在学生被有条件录取后才需要被上传。
对于一部分研究型硕士，学生首先需要联系管理课程的相关人员后才能进行在线申请。在学校的官方网站上，学生可以找到对申请不同课程程序的详细说明。

### 学费及奖学金

#### 拉德堡德大学奖学金项目[2]
拉德堡德大学奖学金是针对参与英语授课硕士课程非欧盟德优秀学子所提出的奖学金项目。此项奖学金项目不仅涵盖了大部分学费，非欧盟学生只需支付法定学费，还包括签证费用、居留许可证申请费用、责任保险及健康保险费用。此项奖学金每年约有25个名额。申请截止日期为4月1日。

#### 橙色郁金香奖学金项目[2]
荷兰橙色郁金香奖学金是针对中国杰出学生所设立的奖学金项目，所有在拉德堡德大学参与英文教学硕士课程的中国学生都具有申请资格。非欧盟学生只需支付法定学费，还包括签证费用、居留许可证申请费用、责任保险及健康保险费用。申请截止日期为4月1日。

#### 拉德堡德大学医学中心研究基金[2]
拉德堡德大学医学中心研究基金是针对申请生物医药科学或疾病分子机制硕士课程的优秀者省设立的全额奖学金项目。此项奖学金涵盖了全部的学费及生活费，在2015/2016学年，非欧盟学生如果同时申请到此项奖学金项目及拉德堡德大学奖学金项目（具有可能性），奖学金总额将高达12，271欧元。奖学金项目不包括机票和旅行等额外费用。

#### 拉德堡德大学艺术学院研究基金[2]
拉德堡德大学艺术学院研究基金是对于拉德堡德大学奖学金项目或橙色郁金香奖学金项目的追加项目，此项奖学金针对申请艺术学院研究型硕士课程的杰出学子，为其提供额外的2，500欧元为补充奖学金。申请截止日期为4月1日。

#### 伊拉莫斯系统动力学硕士奖学金[2]
伊拉莫斯系统动力学硕士奖学金是由欧盟专为申请欧洲联合系统动力学硕士课程的学子提供的奖学金项目。此项奖学金包含学生的学费，差旅费。安置费，保险费。此外，还为非欧盟学生提供每月1，000欧元的额外费用。申请截止日期为12月1日。

## 世界排名
- 2018年ARWU世界大学学术排名名列115位
- 2018年QS世界大学排名中名列204位
- 2012年欧洲研究型大学排名中名列45位
- 2018年泰晤士报高等教育排名中名列123位

## 著名校友

### 诺贝尔奖
- 2010年诺贝尔物理学奖:康斯坦丁·诺沃肖洛夫
- 2010年诺贝尔物理学奖:安德烈·海姆

### 其他校友
- Dick Schoof，荷兰现首相
- 德里斯·范阿赫特，荷兰前首相
- Louis Beel，荷兰前首相
- Jo Cals，荷兰前首相
- Victor Marijnen，荷兰前首相

## 画廊

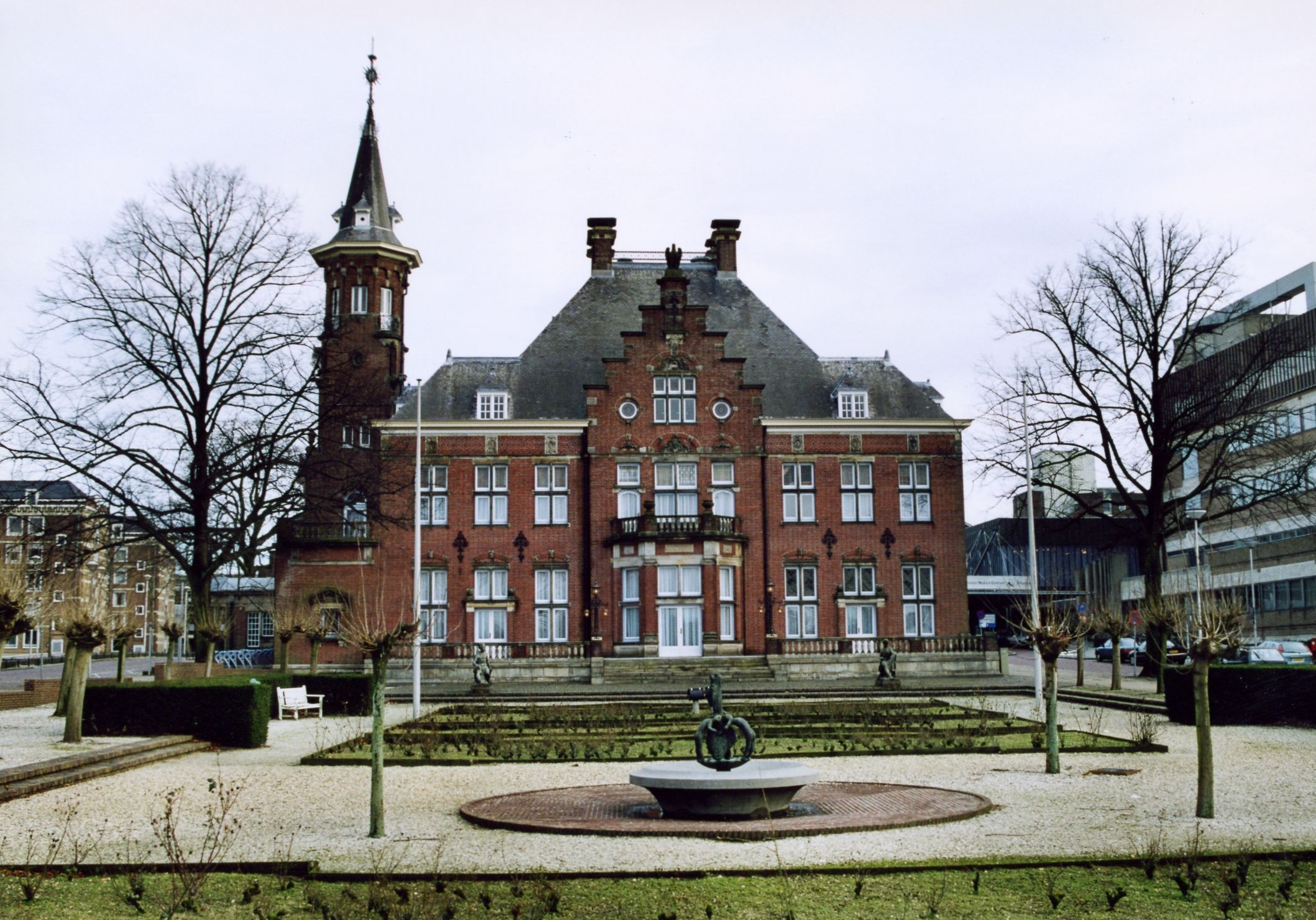
Heyendaal城堡
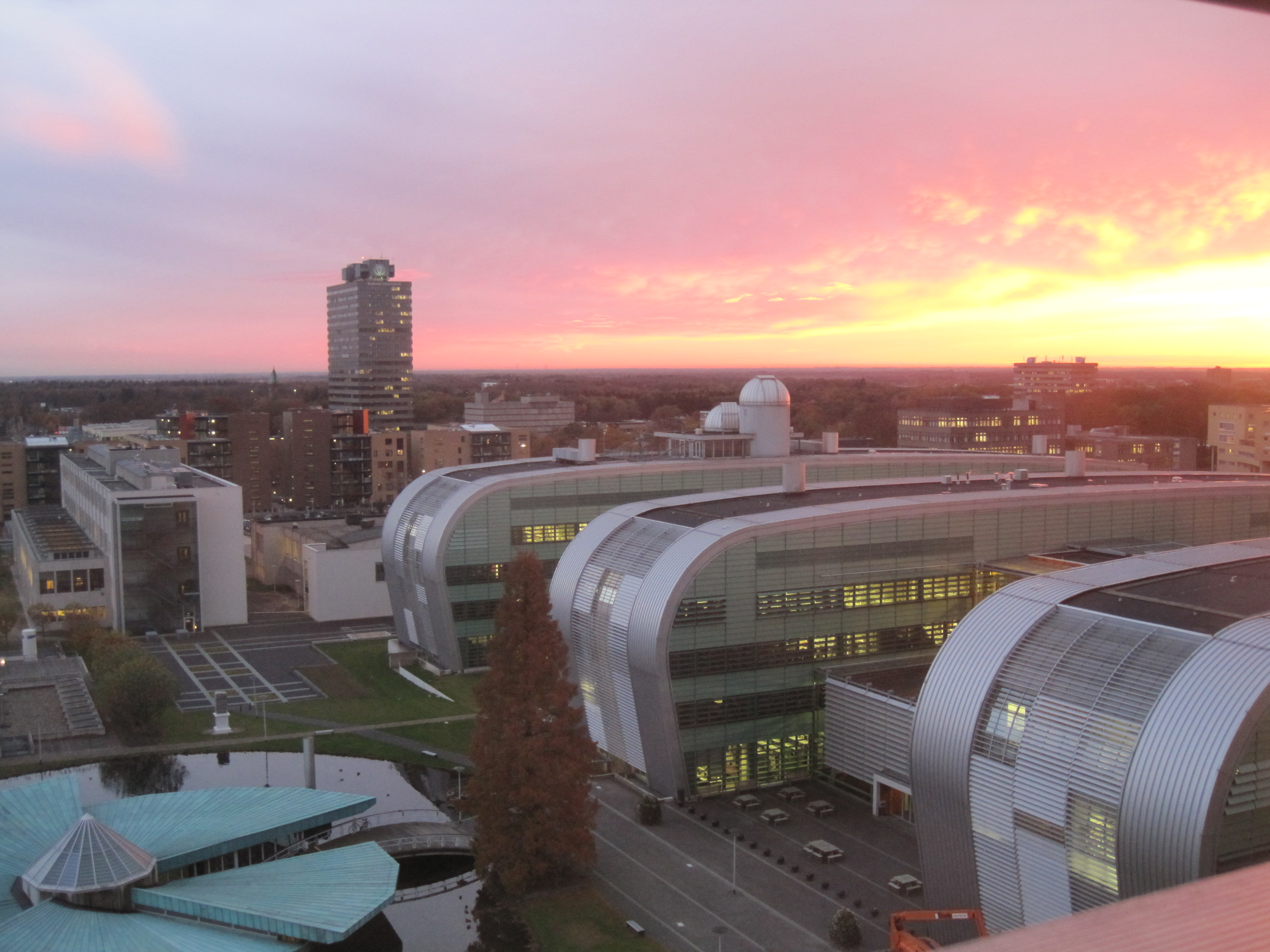
现当代建筑

## 外部連結
维基共享资源上的相關多媒體資源：拉德堡德大学
- 官方网站